# Rheumaptera moerens
Rheumaptera moerens är en fjärilsart som beskrevs av Alphéraky 1897. Rheumaptera moerens ingår i släktet Rheumaptera och familjen mätare. Inga underarter finns listade.